# Last Dance (Stefania Liberakakis)
Last Dance è un singolo della cantante greco-olandese Stefania Liberakakis, pubblicato l'11 marzo 2021 su etichetta discografica K2ID Productions.
Il brano è stato selezionato per rappresentare la Grecia all'Eurovision Song Contest 2021.

## Descrizione
Stefania Liberakakis era stata inizialmente selezionata internamente per rappresentare il suo paese all'Eurovision Song Contest 2020 con la canzone Superg!rl, prima della cancellazione dell'evento. A marzo 2020 l'emittente radiotelevisiva ERT l'ha riconfermata per l'edizione eurovisiva successiva.
Il 7 gennaio 2021 Last Dance è stato confermato come nuovo brano greco per il palco eurovisivo a Rotterdam. È stato presentato alle 16 (ora italiana) il 10 marzo 2021 sulla piattaforma greca ERTFLIX, ed è stato pubblicato sulle piattaforme digitali il giorno seguente.
Nel maggio successivo, dopo essersi qualificata dalla seconda semifinale, Stefania si è esibita nella finale eurovisiva a Rotterdam, dove si è piazzata al 10º posto su 26 partecipanti con 170 punti totalizzati, regalando alla Grecia il suo miglior piazzamento dall'edizione del 2013.

## Video musicale
Il video musicale di Last Dance è stato girato ad Atene a febbraio 2021 ed è stato diretto da Kōnstantinos Karydas. È stato mostrato in anteprima su ERTFLIX in concomitanza con la presentazione del brano il 10 marzo 2021, ed è stato pubblicato sul canale YouTube della cantante poche ore dopo. Il video utilizza elementi della mitologia greca, come i personaggi di Pegaso e Atlante per raccontare «una storia di fantasia con un messaggio attuale».

## Tracce
Testi e musiche di Dīmītrīs Kontopoulos, Sharon Vaughn, Pavlos Manōlīs, Anastasios Rammos, Diverno e Gabriel Russell.
1. Last Dance – 3:00

## Formazione
- Stefania Liberakakis – voce
- Dimitris Kontopoulos – testo e musica, produzione
- Sharon Vaughn – testo e musica
- Pavlos Manōlīs, Anastasios Rammos, Diverno, Gabriel Russell (Arcade Music) – testo e musica, produzione
- Andrej Konoplev – missaggio
- Luca Pretolesi – masterizzazione
- Arīs Binīs – tecnico del suono

## Classifiche
| Classifica (2021) | Posizione massima |
| ----------------- | ----------------- |
| Belgio (Fiandre)  | 80                |
| Grecia            | 24                |
| Islanda           | 36                |
| Lituania          | 35                |
| Paesi Bassi       | 45                |
| Svezia            | 79                |